# 豊山北出入口
豊山北出入口（とよやまきたでいりぐち）は、愛知県西春日井郡豊山町・小牧市にある名古屋高速道路11号小牧線のインターチェンジである。

## 道路
- 名古屋高速11号小牧線

## 接続する道路
- 名濃バイパス（国道41号）

## 料金所

### 小牧方面
- レーン数:2
  - ETC専用:1
  - 一般:1

## 歴史
- 2001年（平成13年）3月11日　豊山北出口開通。
- 2001年（平成13年）10月19日　豊山北入口開通。

## 利用台数
名古屋市統計年鑑による利用台数の推移
| 2001年（平成13年）度 | 104752台 |  |
| 2002年（平成14年）度 | 286810台 |  |
| 2003年（平成15年）度 | 316640台 |  |
| 2004年（平成16年）度 | 320454台 |  |
| 2005年（平成17年）度 | 311687台 |  |
| 2006年（平成18年）度 | 312920台 |  |
| 2007年（平成19年）度 | 312468台 |  |
| 2008年（平成20年）度 | 305927台 |  |
| 2009年（平成21年）度 | 320099台 |  |
| 2010年（平成22年）度 | 335844台 |  |
| 2011年（平成23年）度 | 338914台 |  |
| 2012年（平成24年）度 | 348048台 |  |
| 2013年（平成25年）度 | 362662台 |  |

## 周辺
- 県営名古屋空港(小牧空港)
- エアポートウォーク名古屋

## 隣
名古屋高速11号小牧線
(1101,1111)豊山南出入口 - (1102)大山川料金所 - (1103,1113)豊山北出入口 - (1104,1114)小牧南出入口